# ペドロ・アルヴァレス・カブラル
ペドロ・アルヴァレス・カブラル (ヨーロッパ・ポルトガル語発音: [ˈpeðɾu ˈaɫvɐr(ɨ)ʃ kɐˈβɾaɫ]、ブラジルポルトガル語発音: [ˈpedɾu ˈawvaɾis kaˈbɾaw]Pedro Álvares de Gouveiaとも、1467年か1468年–1520年)は、ポルトガル王国の貴族、軍人であり、探検航海者。ブラジルを「発見」したヨーロッパ人として知られる。前半生については不明な点が多いが、下級貴族の出身であり、比較的高度な教育を受けていたとされる。1500年、カブラルは南アメリカ大陸北東沿岸域における初の本格的探検遠征を指揮し、その成果をポルトガルに報告した。先行するヴァスコ・ダ・ガマの探検航海において南大西洋の西側に陸地が存在するであろうことについては既に判明していた（1497年）が、カブラルはヨーロッパ人として初めて4大陸（ヨーロッパ大陸、アフリカ大陸、アメリカ大陸、アジア大陸）を踏破した探検家となった。

## 概要
ポルトガル王室はヴァスコ・ダ・ガマによるアフリカ経由でのインド航路開拓に続くものとして、カブラルにインドへの探検遠征を命じた。その狙いは貴重な香辛料を持ち帰ること、また海路を利用しアラブ人やトルコ人（オスマン帝国）、イタリアの商人らを通さずインドとの香辛料貿易を行うルートを確立することにあった。1500年、カブラルは13隻の船団を率いて大西洋西部へと出航した。船団はおおむね予定通りに進み同年4月に陸地を発見したが、彼は当初これを大きな島だと考えていた。スペインとの勢力圏分割を取り決めたトルデシリャス条約（1494年）に基づくポルトガルの領分に位置していたため、カブラルはこの地をポルトガルの所領と宣言した。しかし海岸沿いを探索した結果この陸地が大陸の一部であるらしいことが判明し、彼は新たな領土についてマヌエル1世に報告すべく1隻の船を急派した。この大陸こそが南アメリカであり、カブラルによりポルトガル領と宣言された地域は後にブラジルとなった。艦隊はその後この大陸を離れ、インドへと向けて東進を開始した。
南大西洋の嵐により一部の船が失われ、インドのカリカットに至る手前、アフリカ大陸東岸のモザンビーク海峡において落ち合う事の出来た船は6隻のみであった。カブラルは当初カリカットでの交易権獲得交渉に成功したが、アラブ商人たちはポルトガルの探検事業が自分たちの商益を脅かすものと判断し、ムスリム勢力やヒンドゥー勢力を動かしてポルトガルの拠点を襲撃させた。これによりポルトガル側では多数の死傷者が出て施設も破壊された。カブラルは報復としてアラブ商人の艦隊を掠奪・放火したうえ、予期せぬ襲撃に関して統治者から弁明がなかったとして関係都市への砲撃を行った。その後、船団はインド都市国家の一つコーチン王国へと向かった。カブラルは当地の統治者と友誼を結び、ヨーロッパへと帰還する船に念願の香辛料を積み込むことにも成功した。船員や船の損失はあったものの、カブラルの探検航海はポルトガル本国への帰投をもって成功と見なされた。このとき持ち帰った香辛料の売却益は極めて大きく、ポルトガル王室の財政に大いに資するところとなり、ひいてはアメリカから極東にまで広がるポルトガル海上帝国の礎を築くことにもつながった。
その後、インドにおいて従前より強化された艦隊を編成するにあたり、カブラルはマヌエル1世と意見が対立した為に任を外された。王の寵を失ったカブラルはそのまま致仕して隠居生活に入り、晩年の様子についてはほとんど記録が残されていない。カブラルの業績については没後300年程の間で大半が忘れ去られてしまったが、19世紀にブラジルが独立した後、ペドロ2世により再顕彰がなされることとなった。歴史学者の間ではカブラルがブラジルの発見者と言えるか否か、また彼のブラジル発見が偶然であったか否かについて長年論争が続けられている。一つ目の問いについては、カブラル以前にブラジルに至ったらしき探検家の記録は存在するものの、いずれも後年の「アメリカにあってポルトガル語を母語とする国家ブラジル」誕生にほぼ資するところがない、という複雑な事情がある。二つ目の問いについては、陸地があると確信して探しに来た、という仮説は論拠に乏しい。いずれにせよ、近代の研究者によって再注目されたことで、カブラルは歴史学者たちから大航海時代における主要人物の一人と見なされるようになったのである。

## 前半生

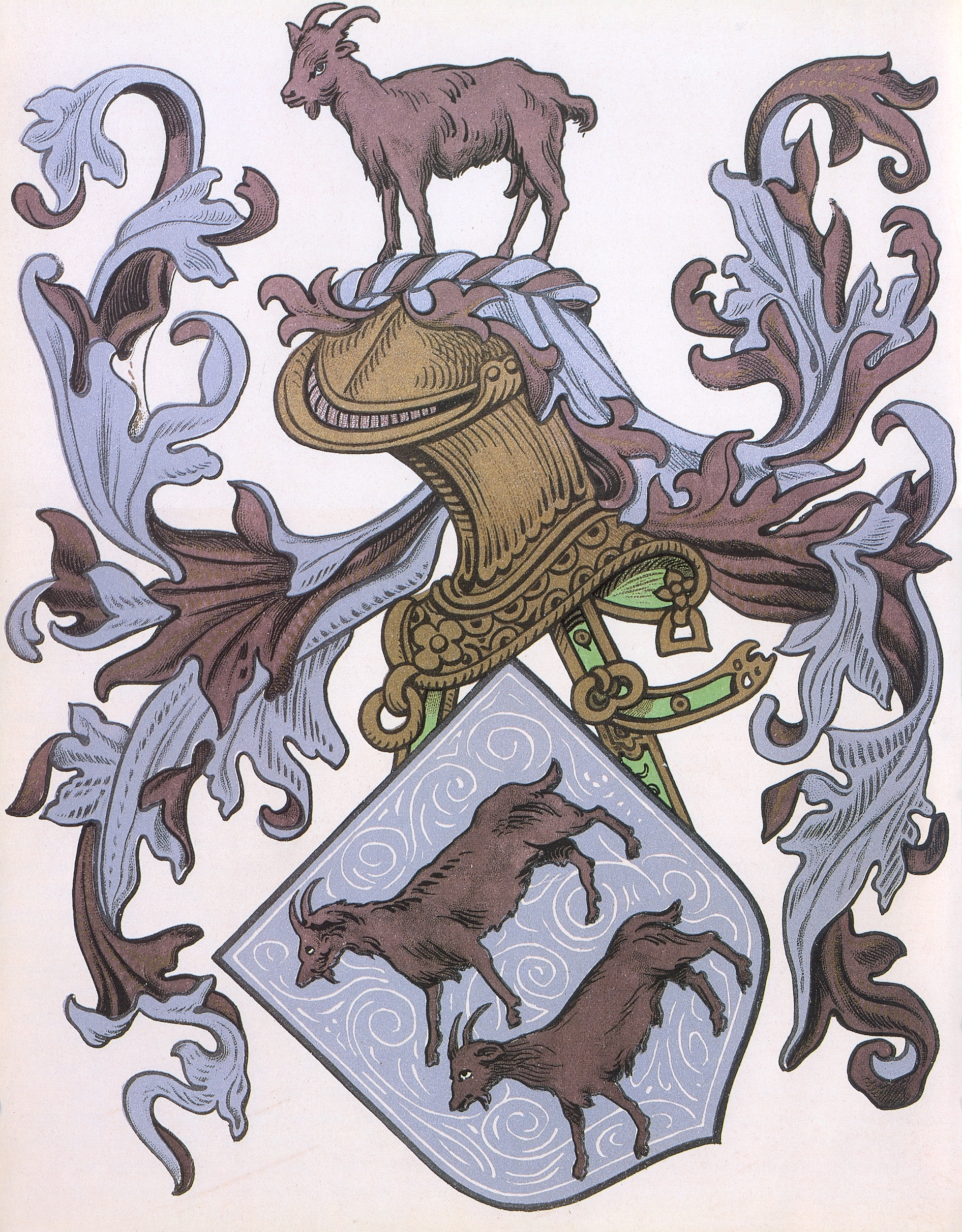
カブラル家の紋章

ブラジル遠征以前のカブラルについては不明瞭な部分が多い。彼は1467年ないし1468年(1467年である可能性が高いとされる)、ポルトガル中部のコヴィリャンよりおよそ30kmの地にあるベルモンテで誕生した。父はFernão Álvares Cabral、母はIsabel Gouveiaで、兄弟は彼を含め五男六女があった。カブラルの受洗時の名はPedro Álvares de Gouveiaであり、1503年に兄のひとりが没した後より、父方の姓を名乗るようになったと推測される。カブラル家の紋章は銀色のフィールドに紫色の山羊が2匹描かれたものである。紫色は忠誠心を表し、山羊は家名に由来する（cabralは英語のgoatsに相当）ものである。しかしながら、叙任され紋章を使用する権利を有していたのは家中ではカブラルの兄だけであった。
一家はマケドニア王国の伝説上の初代王カラノスの子孫であると称していた。カラノスは半神ヘーラクレースの7世孫とされる人物である。神話についてはさておき、歴史学者のJames McClymontは、他家の言い伝えにカブラル家の真の沿革を知る糸口があるとしている。その説に基づけば、CabraisとはCabreiras(cabraはスペイン語およびポルトガル語で山羊を意味する)という名のカスティーリャ人一族に由来するもので、この一族はカブラル家のものとよく似た紋章を使用しているという。14世紀頃のカブラル家はあまり勢いがなく、叙任者は僅かであった。その一人Álvaro Gil Cabral（カブラルの高祖父にあたる征服者）は、対カスティーリャ戦の時期においてジョアン1世よりポルトガルの爵位を授与されドンの称号を与えられている。ジョアン1世は彼の功績を称え、世襲可能なベルモンテの領有権を付与した。。

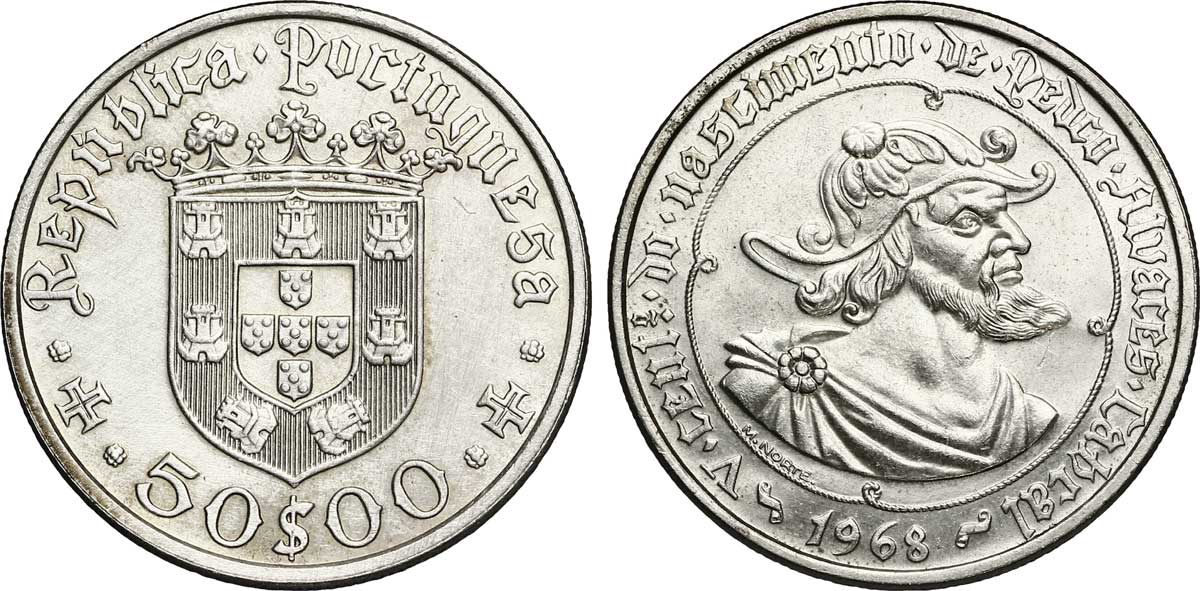
ポルトガルで発行されたカブラルの生誕500周年記念硬貨。

この下級貴族の家に生まれたカブラルは、1479年、12歳頃の時にアフォンソ5世の宮廷へ送り込まれ、人文科学や武芸の教育を受けた。そして17歳ほどになった1484年6月30日、ジョアン2世よりmoço fidalgo(若年貴族の意。下級称号のひとつで貴族階級の年若い子弟に広く与えられていた。)の称号を与えられた。1500年以前のカブラルの事跡に関する記録は非常に断片的であるが、同年代の若年貴族たちと——また彼自身の先祖とも——同様に、北アフリカへの進攻に加わっていたものと推測される。1497年4月12日、マヌエル1世はカブラルへの30,000レアルの年金授与を決定した。また同時にfidalgo(貴族)の称号が与えられ、キリスト騎士団への加入も決定した。カブラルの容姿や身体的特徴を今日に伝える史料はほぼなく、がっしりした体躯であったことや長身の父親（約190cmとされる）とほぼ同じ背丈であったことが判っている程度である。その人柄については、教養が深く、礼儀正しく、思慮深く、敵味方いずれにも寛容であり、慎み深い一方で、聊か虚栄心が強く、周囲の評価を気にし過ぎるきらいがあったという。

## ブラジルの発見
詳細は「ポルトガルによる第2次インド遠征_(1500)」を参照

### 艦隊の編成

カブラルの1500年インド遠征時の航路。ポルトガルからの往路が赤、帰路は青で示されている。

1500年2月15日、カブラルはインド遠征航海のCapitão-mor (Major-Captainないしcommander-in-chief 相当)に任じられた。当時のポルトガル王国において、海陸とも部隊指揮官には貴族を任じるのが一般的であり、その際に専門的な技量や経験はあまり考慮されなかった。この時の艦隊においても、カブラル指揮下に入る士官たちはカブラル同様の貴族子弟ばかりであった。王はアフォンソ・デ・アルブケルケやジョアン・デ・カストロといった有能な指揮官たちをさしおいて能力適性のない者ばかりを安易に指名したため、その練度不足ぶりは誰の目にも明らかであった。
ポルトガル王室がどういった基準でカブラルをインド遠征隊長に任じたかについて、詳細は伝わっていない。辞令書には「功績あり忠勤なるにより」とあるのみで、具体的にどの様な能力を見込んでのことかは不明である。歴史学者William Greenleeは、マヌエル1世は「カブラルについては宮廷での様子しか把握できていないはずだ」と論じている。その上で「カブラル本人を含め彼の一族が王室に忠実であったこと、またカブラルが宮廷の評議会において頭角を現していたことが重要な要素となった」としている。カブラルが王に気に入られていたであろうことはその後彼の兄弟のうちふたりが評議会入りしている事実からも推察でき、宮中で権謀術数を巡らせたことが、大任を得る一助となっていたと考えられる。歴史学者Malyn Newittはこの人事には隠された意図があるとし、カブラルが任じられたのは「宮中で対立する貴族派閥の勢力バランスをとるためで、カブラルには他の任務を与えるべき目立った才がなく、かつ大規模探検遠征を率いられる者が他になかったからだ」としている。
カブラルは隊長に任じられたが、探検遠征に出るにあたり彼の能力不足を補うべく、バルトロメウ・ディアス、ディオゴ・ディアス、ニコラス・クエリョら熟達の航海士たちが副官としてつけられた。艦隊は全13隻の船と1,500人の乗組員で構成された。そのうち兵士は700名であったが、大半は平民であり、軍事教練や実戦の経験は皆無であった。
艦隊は2隊に分かれていた。第1隊は9隻のナウ船（キャラック船）と2隻の四角帆キャラベル船からなり、通商路と商館の確保を目指しインドのカリカット（現在のコーリコード）に向かうものであった。第2隊はナウ船と四角帆キャラベル船各1隻ずつで、モザンビークのソファラを目的地とした。艦隊指揮官への着任と引き換えにカブラルは10,000クルザード（旧時ポルトガルの通貨。おおよそ金で35kg程の価値になる）を支給され、私費でコショウ30トンを購入しヨーロッパへ持ち帰る権利を与えられた。コショウについては売却益を免税とする条件付きであった。またコショウ以外の香辛料を10箱まで免税で輸入する許可も与えられた。すなわち、この探検航海は多大な危険を伴うものであったが、積荷を携え本国へと帰還できれば巨万の富が得られる公算であった。当時のヨーロッパにおいて香辛料は、かくも貴重であり希求されていたのである。
最初にインドへ到達した艦隊は、アフリカ南端を周航する航路を取っていた。これはヴァスコ・ダ・ガマ率いる艦隊で、本国へ帰投したのは1499年のことであった。ポルトガルはそれまでの数十年にわたり、イタリアの諸海洋都市国家やオスマン帝国の支配下にある地中海を経由せず東洋世界へと至る路を探し求めていた。ポルトガルの領土拡張はインド航路の発見を目指すことに始まり、やがて世界中への入植を志向するようになった。異教の支配する土地へのカトリック教化を推し進めていく、というもう一つの目的も、探検遠征を後押しする原動力となった。これはポルトガル国内でのムーア人との抗争から連綿と続く、ムスリム勢力を押し返すべし、というある種伝統的な意識からくるものであった。北アフリカに始まった抗争が、インド入植へと繋がっていくのである。プレスター・ジョンの伝説もまた、探検者たちを突き動かした要素のひとつであった。彼らはこの偉大なるクリスチャンの王と、対イスラム同盟を結ばんと考えたのである。とはいえ究極的にポルトガルが求めていたのは、西アフリカとの金・奴隷貿易やインドとの香辛料貿易によって得られるであろう莫大な利益であった。

### 出航、そして新大陸への到達

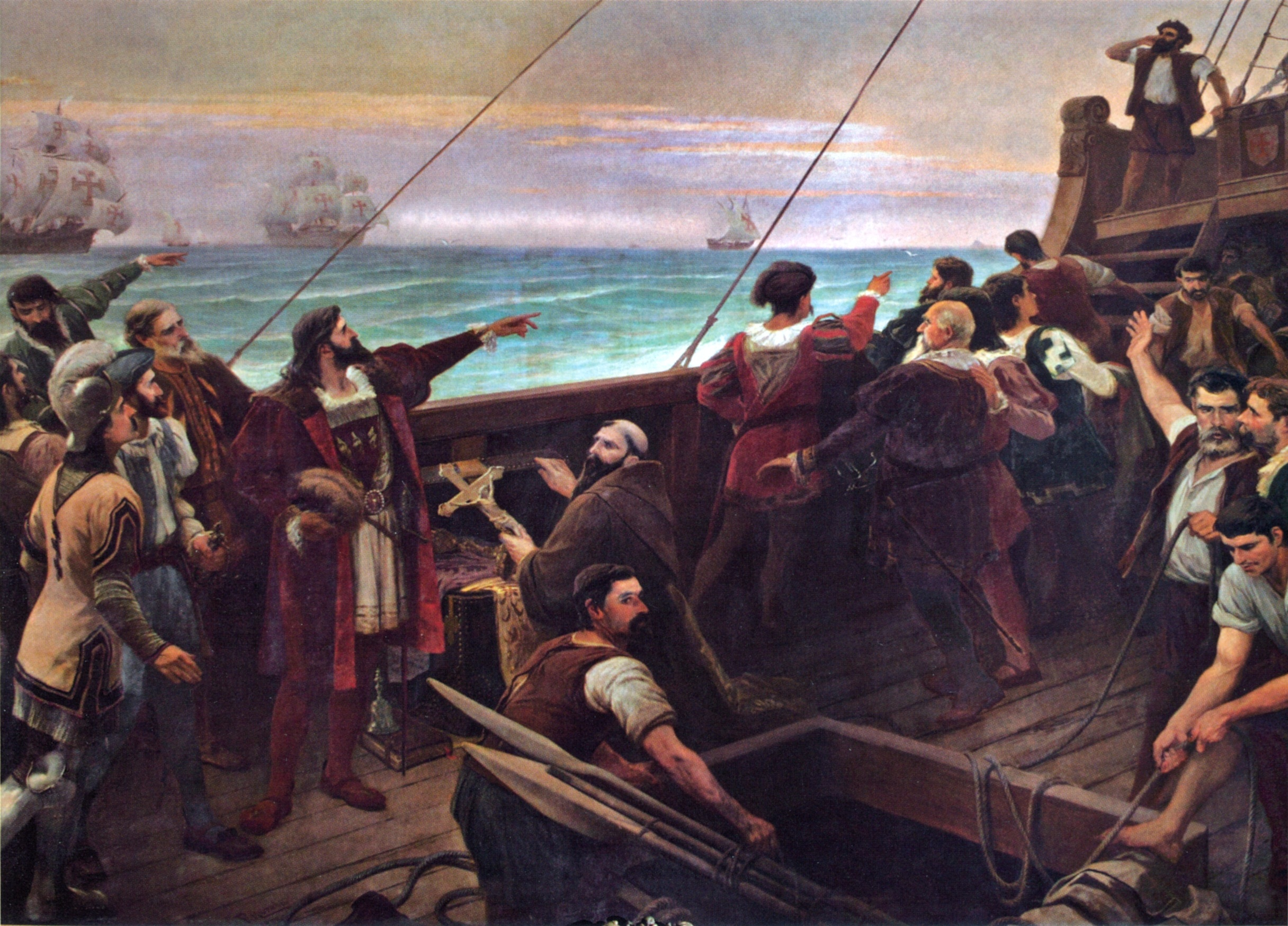
カブラル(中央右で指差している人物)は1500年4月22日、ブラジル本土を初めて視認した。

32歳（ないし33歳）のカブラル率いる艦隊は、1500年3月9日の昼にリスボンを出航した。前日にはミサや祝福の儀式を含む壮行式典が行われ、王や廷臣以下多くの人々が参集した。艦隊は3月14日の朝にカナリア諸島のグラン・カナリア島を通過、西アフリカ沿岸部のポルトガル入植地カーボベルデに向けて航行を続け、3月22日に当地へ至った。しかしその翌日、ヴァスコ・デ・アタイデの指揮するナウ船が150名の乗組員と共に消息を絶った。4月9日、艦隊は赤道を通過し、そのまま可能な限りアフリカ大陸を離れる西進航路をとった。これは当時volta do mar（「海の折り返し」の意）と呼ばれていた航海術で、北大西洋環流を利用する意図があった。4月21日、海藻が発見され、水夫たちは近くに陸地があるとの確信を抱いた。1500年4月22日の水曜日、その期待は現実のものとなった。カブラル艦隊は今日のブラジル北東部にあたる岸辺に至り、そこで投錨した。停泊地付近の山を、カブラルはモンテ・パスコアル（「復活祭の山」の意。この日が復活祭のある週だったことによる）と名付けた。

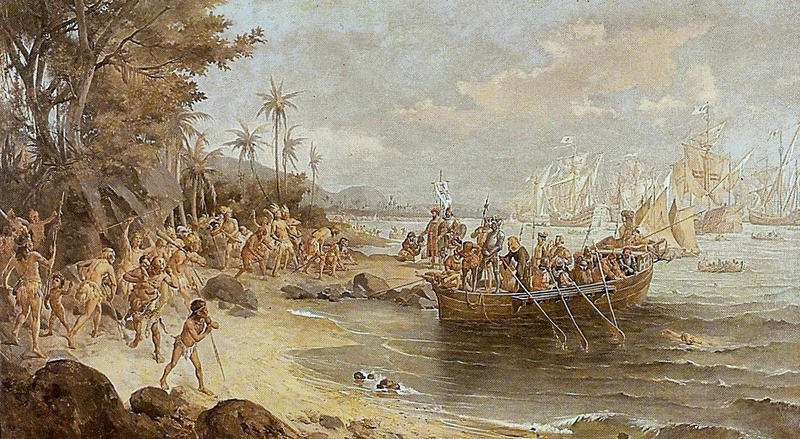
カブラルがイラ・デ・ヴェラクルス(今日のブラジル)に初上陸する様子を空想的に描いたもの。岸辺に立つ集団の中央の人物がカブラルで、キリスト騎士団の旗を持ち武装した戦士を従えている。

一行は岸辺付近の住人について調査を行うこととし、4月23日、全船の船長たちがカブラルの旗艦に集められた。カブラルはガマのインド遠征にも携わっていたニコラス・クエリョに、住人との接触を試みるよう依頼した。クエリョは上陸後、当地の先住民たちと物品の交換などを行った。彼の帰投を待ってカブラルは艦隊を北上させ、4月24日、陸伝いに65kmほど進んだところで再度投錨し、その地が天然の港湾であることからポルト・セグーロ（「安全なる港」の意）と名付けた。この時、旗艦の操舵手アフォンソ・ロペスの手引きにより、先住民2名がカブラルとの会談を求め船内へやってきた。先の接触時と同様に会談は友好的に行われ、カブラルは彼らにいくらかの贈り物を渡した。この先住民は石器時代的な狩猟採集民であり、技術水準は平均的なインディオのそれと大差ないようであった。男性は狩猟や釣り、探索などで食料を集め、女性は小規模な作物栽培を行っていた。また先住民たちは無数の部族集団に分かれて対立抗争を行っており、この時カブラルに接触してきたのはトゥピニキーン族であった。こういった部族集団の中には遊牧民もあれば定住民もいたが、金属を扱う技術を持つものはなかった。一部には人肉食を習慣とする集団もあった。4月26日、更に好奇心あふれる友好的な先住民集団が現れたので、カブラルは祭壇を築くよう部下たちに指示した。そして将来ブラジルとなるこの地を祝福する最初のキリスト教式ミサが開かれ、カブラル以下艦隊員たちもこれに参加した。
その後数日間かけて水、食料、木材といった物資の調達が行われた。ポルトガル人たちは更に、高さおよそ7mほどもある木製の十字架を作成した。カブラルはこの地について、スペインとの間に結ばれたトルデシリャス条約に基づけば東半球側になると確信していた。東半球側の領域はポルトガルの領土となる約定である。5月1日、当地をポルトガル領とする宣言と共に十字架がうち立てられ、併せて2度目のミサが行われた。この十字架にちなみ、カブラルは新たな領土をIlha de Vera Cruz（「真の十字の島」の意）と名付けた。翌日、輸送船1隻（ガスパル・デ・レモスの指揮する艦か、アンドレ・ゴンサルヴェス指揮艦のどちらかだと考えられる。史料により記述が異なっている）が、国王へ領土発見を知らせるべく帰路に就いた。

## インドへの航行

### 南アフリカ近海での悲劇

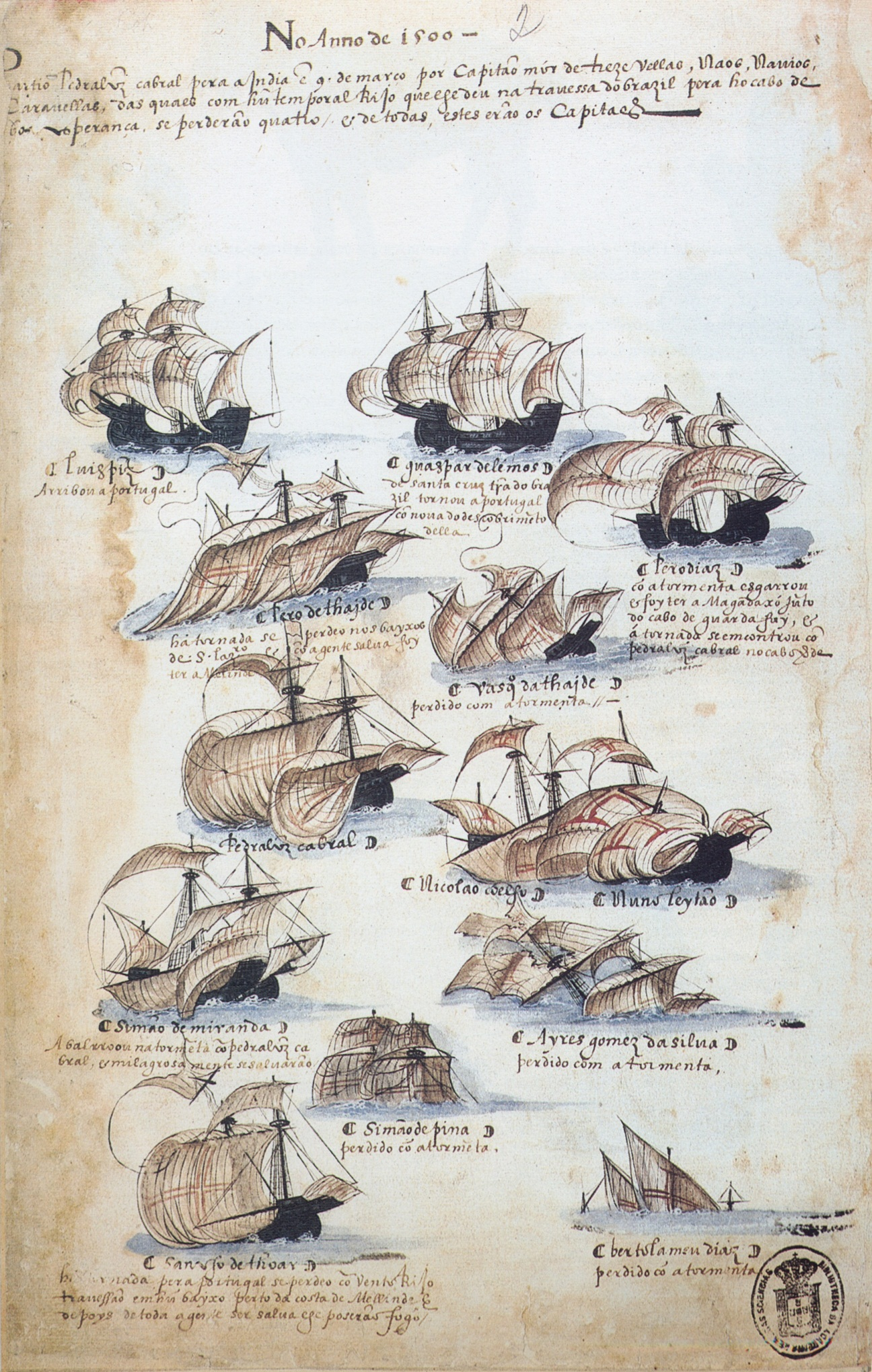
カブラル艦隊13隻のうちの12を描いたもの。大半は航海中に失われたが、1568年のMemória das Armadasにその姿がとどめられている。

一行が南アメリカ東岸に沿って航行を再開したのは、1500年5月の2日か3日のことであった。カブラルは航行するうちに、発見したのは島ではなく大陸ではないかとの考えを強めていった。5月5日頃、艦隊はアフリカへ向かうべく東へと転進した。5月23日ないし24日、彼らは南大西洋のセントヘレナ高気圧帯で嵐に遭い、4隻の船を失った。この一件が正確にどの地点で起きたかは不明であり、アフリカ大陸最南端に近い喜望峰から「南アメリカの沿岸部が見える海域」までのどこかだということしか判っていない。ナウ船3隻およびキャラベル船1隻が乗員380名と共に失われたが、このキャラベル船の船長は、1488年にヨーロッパ人として初めて喜望峰に到達した航海者バルトロメウ・ディアスであった。
沈没を免れた船も、波濤に進路を阻まれたり帆を損傷して散り散りになった。ディオゴ・ディアスの指揮する艦は完全に引き離され単独でさまよう状態に陥ったが、残りの6隻はどうにか再集結を果たした。艦隊はいったん3隻ずつ2隊に分かれ、東進して喜望峰を通過した。そこで体勢を立て直して現在位置を確認した後に転進して北上し、ソファラの北側沖に位置するモザンビーク海峡内の島のひとつに上陸した。本隊は船を修理するため、ソファラ近海に10日ほど逗留した。その後更に北上を続けた艦隊は、5月26日キルワ島に到着した。カブラルは当地の王と協定を結ぼうと試みたが、交渉は不首尾に終わった。
キルワ島を出立した一行は、8月2日にマリンディへ到達した。カブラルは当地の王と面会して友好関係を結ぶことに成功し、進物の交換などを行った。ここで最終目的地であるインドへ向かうべく水先案内人を雇用し、艦隊は一気にアラビア海を横断してアンジェディバ島へ至った。この島はカリカットへ向かう前の物資補給地点としてよく利用されていた。一行はここでいったん船を揚陸し、防水加工や塗装の補修を行った。その間に、カリカットの統治者との面会を取り付けるべく最終調整もはかられた。

### カリカットでの殺戮
アンジェディバ島を出立した艦隊は9月13日にカリカットへ至った。カブラルとザモリン（カリカットの領主の称号）の交渉は上首尾に終わり、一行は商館と倉庫を建設する許可を得た。更なる友好関係を築くべく、カブラルはザモリンの要望に応じるかたちで部下の一部を現地の軍事行動に参加させた。しかし12月の16日か17日、ポルトガル商館はアラブ系ムスリム勢力とヒンドゥー勢力の連合した300名(数千という記録もある)の部隊による奇襲を受けた。弩兵隊による懸命の防御も空しく、ポルトガル側は50名以上の死者を出した。生き残った者たちは船へと退避し、中には泳いで逃げ延びた者もいた。アラブ商人たちが嫉みから私的に煽動しただけの可能性もあると考えたカブラルはザモリンによる弁明を待ったが、24時間ほど経過しても謝罪の使者などが来る様子はなかった。
商館襲撃と仲間の殺害に憤ったポルトガル人たちは、港に停泊していたアラブ商船10隻を襲って乗組員約600名を殺害し、商人たちが積荷を燃やそうとするのを妨害してこれを奪った。カブラルは更に、約定違反の報復としてカリカット市街へ丸一日の連続砲撃を行うよう命じた。イベリア半島や北アフリカにおいて数世紀も続いたムーア人との抗争により、ポルトガル人たちが元からムスリム勢力への強い敵対心を持っていたことも過激な報復につながった（「レコンキスタ」を参照）。更にポルトガルは、香辛料貿易を独占して如何なる競合相手も排除していく方針を採っていた。アラブ商人たちにとり香辛料取引の独占権をポルトガルに奪われることは痛手であったが、ポルトガルは香辛料取引に係るあらゆる方面において優先権を要求していた。カブラルが携えてきたカリカット領主宛のマヌエル1世親書を翻訳したのはザモリン配下のアラブ人通訳で、その内容はアラブ系交易商人の排除を求めるものであった。それを知ったムスリム系商人たちは自らの商取引機会や生活基盤が損なわれる危機と確信し、ヒンドゥー勢力である領主を動かしポルトガル勢力に対抗するよう仕向けたのである。ポルトガル勢力とアラブ勢力は、互いに一挙手一投足を疑い合っている状態だった。

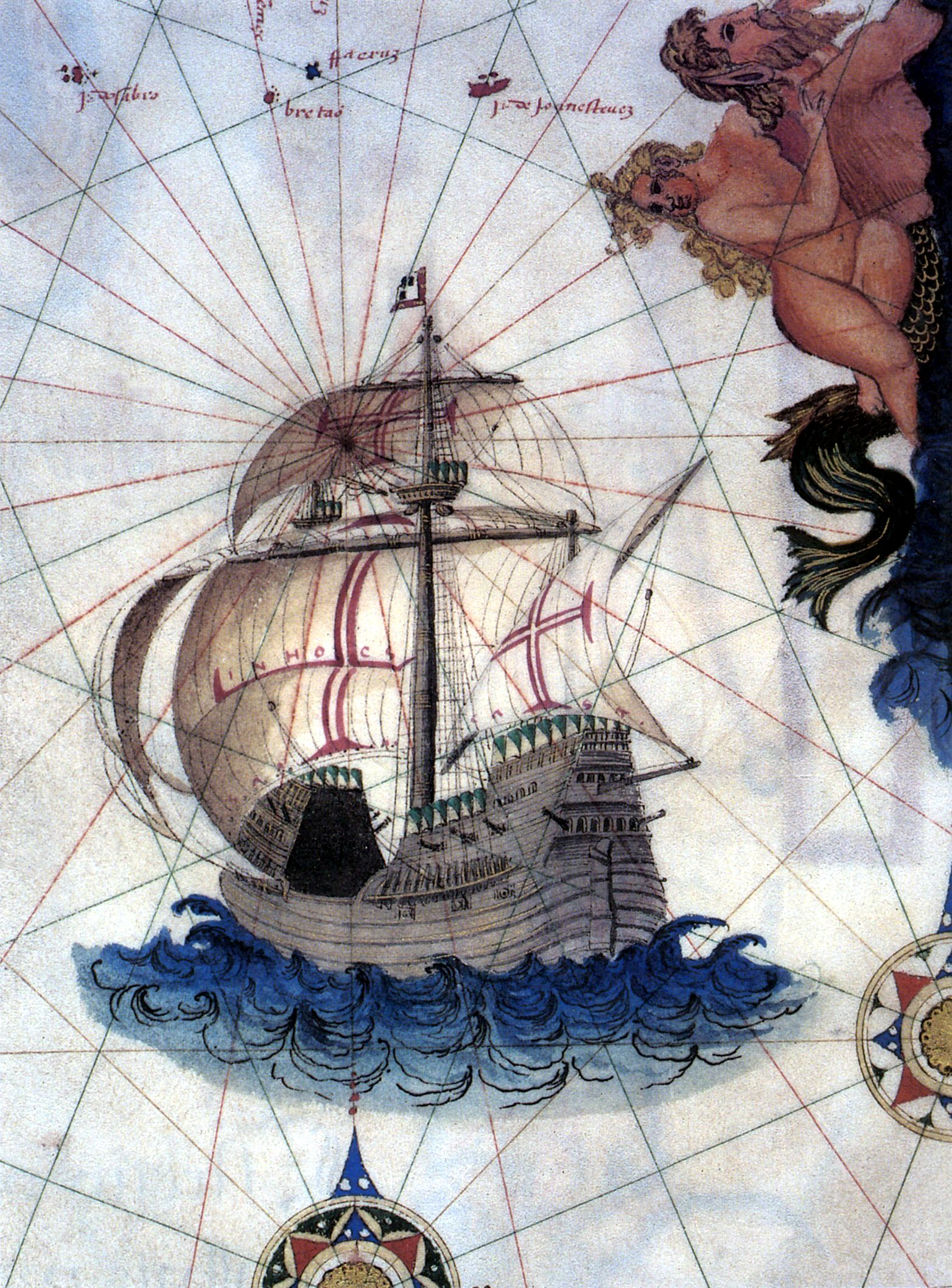
ナウ（キャラック船）はキャラベル船よりも大きいが、後年登場するガレオン船よりは小型であった。カブラル艦隊以外では、クリストファー・コロンブスやヴァスコ・ダ・ガマの探検隊に用いられていた。

歴史学者のWilliam Greenleeは、この時のポルトガル側の意図について「自分たちの隊は少人数であるし、今後インドへやってくるであろう友軍艦隊も数の上では不利になる筈だと気づいていた。ゆえに、この時の約定破りに対しては断固たる報復を行い、将来にわたってポルトガル勢力が恐れられ敬意を払われるように仕向ける必要があった。火器装備の性能ではポルトガル側が上回っていたため、目的を達成することができたのである」と論じている。こうしてカブラル艦隊は、その後数世紀にわたってアジア諸地域で繰り広げられるヨーロッパ勢力の砲艦外交史に先鞭を付ける格好となった。

### ヨーロッパへの帰還
マヌエル1世はガマのインド遠征の結果を受けて、カブラルに対しカリカット以南の地で交易可能な別の港を探すよう指示していた。一行が次の目的地としたコーチンである。艦隊が当地に至ったのは12月24日であった。コーチンは名目上カリカット王国の支配下にあったが、他のインド都市国家からも干渉を受けていたため独立を切望していた。ポルトガル勢力はこの不和の種を利用せんと画策した。この策が最終的に、インドにおけるポルトガルの覇権確立につながっていくのである。カブラルは他の都市と同様にコーチンの統治者とも協定を結び、商館設置の許可を得た。そしてついに貴重な香辛料を積み込んだ艦隊は、カンヌールで追加の取引を行った後、1501年1月16日、ポルトガル本国へ向けて帰還を開始した。
一行はまずアフリカ東岸を目指したが、道中でキャラック船1隻が砂洲に座礁して沈み始めた。僚船の船倉は満杯であったため積荷は破棄せざるを得ず、カブラルは船もろともこれを燃やすよう指示した。モザンビーク島（ソファラ北東）に至ったところで、荒れやすい喜望峰近海の通過に備えて物資の補充などを行い態勢を整えた。遠征隊には他にも目的があったため、ここでキャラベル船1隻が隊列を離れソファラへ向かった。また別のキャラベル船（最も船足の速いニコラス・クエリョ指揮艦と推定される）が、王へ遠征の成功をいち早く知らせるべく先行を開始した。更にモザンビーク島を出立した後、ペドロ・デ・アタイデの指揮する艦が隊列から遅れて引き離されてしまった。
5月22日、今や2隻にまで減ってしまった艦隊は喜望峰を通過した。6月2日、一行はベセグイチェ（現在のダカール。カーボヴェルデにほど近い位置にある）に到達した。当地では先行していたニコラス・クエリョの船と合流できただけでなく、ディオゴ・ディアスのナウ船も発見された。これは1年以上も前に、南大西洋の嵐で見失っていた僚船であった。ディオゴの船は数多の冒険をくぐり抜けてきており、乗員は僅かに傷病者7名を残すばかりと満身創痍の状態であった。7名のうち1名は衰弱が激しく、仲間との再会を果たすと程なく息を引き取った。ベセグイチェには別のポルトガル艦隊も停泊していた。ブラジル発見の急報を受けたマヌエル1世が、調査のために小船団を別途派遣していたのである。この調査船団にはアメリゴ・ヴェスプッチ（アメリカの名の由来となった人物）が参加していた。彼はカブラルに調査結果を教え、発見された陸地が単なる島でなく大陸の一部だと確認できたことを伝えた。
1501年6月23日、先発隊であるニコラス・クエリョの船がベセグイチェを出立した。カブラル本隊は当地に残り、ソファラへ差し向けた船や、はぐれたペドロ・デ・アタイデの船が追いついてくるのを待った。両者は無事に合流を果たした。1501年7月21日、カブラルの旗艦がポルトガル本国へ到着し、その後数日の間に僚船も全て帰還に至った。当初13隻あった艦隊は6隻が失われ、2隻は空荷での帰投となり、期待通りの積荷を持ち帰ることが出来た船は5隻に留まった。しかしそれでも積荷の価格はポルトガル王室歳費の8倍に迫り、売却益は艦隊の準備費用や船舶の損失を全て差し引いてなお余りあるほどだった。歴史学者James McClymontは「前例のないほどの損害を受けながらも挫折することのなかった」カブラルが「アフリカの東へと至り、使命の達成に向け進み続けたことで、生き残った隊員たちも士気を維持することが出来た」と断言している。またベイリー・ウォリー・ディフィーは「ブラジルやインドへの遠征航海でカブラル隊ほど上手くいった事例は僅かであり」これが「アフリカから極東に広がるポルトガル海上帝国への道筋を拓き」最終的に「ポルトガル領ブラジルの樹立」につながったと評価している。

## 晩年と最期

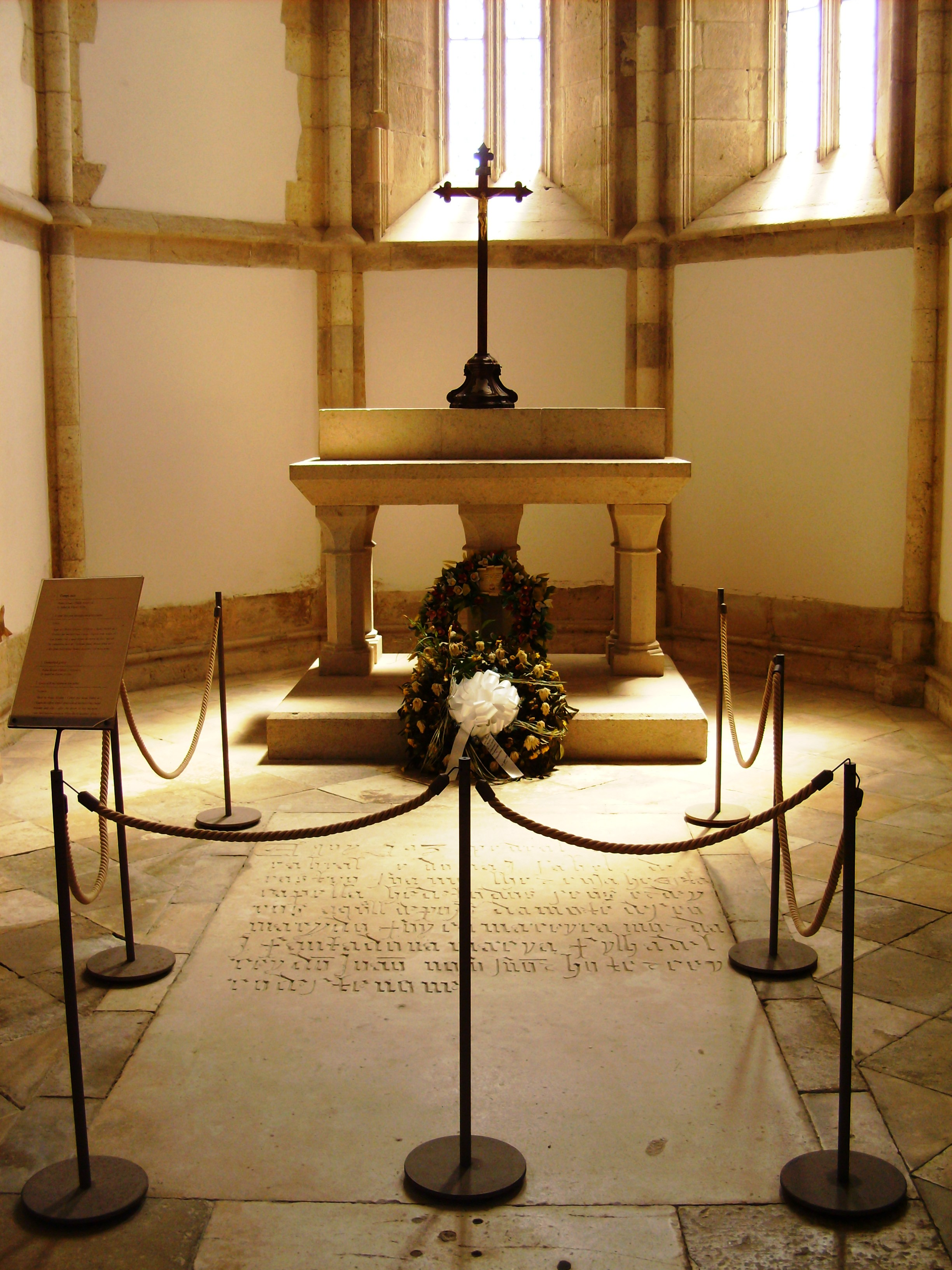
ポルトガルのサンタレンにあるカブラルの墓

カブラルの帰還後、マヌエル1世はカリカットで受けた損害に報復すべく、新たなインド遠征隊の派遣を計画し始めた。カブラルはこの「報復のための遠征」の指揮官に指名された。カブラルは8ヶ月かけて諸々の準備を整えたが、何らかの事情により出立前に解任された。詳細な理由は不明であるが、遠征隊の一分隊を率いる予定だったヴィンセント・ソドレを総指揮官にしようとしたためだとも言われ、カブラルはこの決定に強く反発した。解任されたのか自ら辞退したのかは不明だが、1502年3月に隊が出立した際、総指揮を預かっていたのはカブラルではなく、ソドレの母方の甥にあたるヴァスコ・ダ・ガマであった。ガマの支持者とカブラルの支持者の間では対立が強まっていった。以後カブラルは宮廷内での職務に留まることとなったが、この派閥闘争は王の強い不興を買い、結局、ガマ派の人物との対立に負けたカブラルは宮中を追放されてしまった。
マヌエル1世の寵を失ってしまったカブラルであったが、1503年にはフェルナンド1世の裔にあたる裕福な貴婦人Dona(Lady相当)Isabel de Castroと婚姻を結んだ。彼女の母親は、大航海時代を代表するポルトガル軍人の一人アフォンソ・デ・アルブケルケの姉妹であった。カブラルは彼女のと間に2男(Fernão Álvares CabralとAntónio Cabral)2女(Catarina de CastroとGuiomar de Castro)をもうけた。一説にはその他にもIsabelとLeonorというふたりの娘があり、Guiomar、Isabel、Leonorは修道院に入ったという。アルブケルケはカブラルを取りなすべく、1514年12月2日、彼を許して宮中に戻すようマヌエル1世に願い出たが、聞き入れられなかった。
航海を終えてからというもの繰り返す高熱と振戦（震え。原因はマラリアと推測される）に悩まされていたカブラルは、1509年サンタレンに移って隠居生活を始め、没するまで当地で暮らした。隠居中の様子についての詳細は伝わっていない。1509年12月17日付の王室書翰に基づけば、カブラルは資産の取引で何らかの係争に関わっていたようである。同年の別の書翰には、軍功の報奨として特権の授与が決定されたとあるが、どのような功績を挙げたのかは不明である。1518年(ないしその前年)、カブラルはフィダルゴから宮廷騎士に昇進し、月額2,437レアルの手当金を支給されることになった。1497年に受けた年金はこの時も支給されていたが、手当金はそれに上乗せする形であった。1520年、カブラルは没した。明確な死因は伝わっておらず、没日もはっきりしない。彼はサンタレンのグラサ教会にある福音記者ヨハネの聖堂に埋葬された。

## 後世における評価

### 没後の名誉回復

キャンティーノの世界地図(1502年)。現存する中では最古級の、カブラルのブラジル遠征を反映した地図である。トルデシリャス条約に基づく境界線も記載されている。

ポルトガルによるブラジルへの恒久的入植は、1532年、マルティン・アフォンソ・デ・ソウザによるサン・ヴィセンテの建設から始まった。その後数年かけてポルトガル勢力は西へと開拓を進めていき、先住民のみならずスペインからも土地を奪取していった。1750年頃にはブラジルはほぼ現在の国境線と同じ広さに拡大しており、広大なポルトガル海上帝国の中でも重要な地域と見なされるようになっていた。1822年、ポルトガル王ジョアン6世の後継者がポルトガルよりの独立を勝ち取り、ブラジルの初代皇帝ペドロ1世として即位した。
カブラルのブラジル発見という功績は——彼は母国内に眠っているにもかかわらず——探検遠征の後300年程の間にすっかり忘れ去られてしまっていた。風向きが変わったのは1840年代のことである。ペドロ1世の後を継いで即位したペドロ2世は、ブラジル歴史地理院を通じ、カブラルの生涯やその探検についての調査・出版を支援した。この背景には、数多の民族が暮らすブラジルに共通のアイデンティティと国家史を広めることで、自分たちはイスパノアメリカにあってポルトガル語を話す特別な国家の民なのだという一枚岩のナショナリズムを作り出したい、という皇帝の遠大な計画があった。カブラルへの再注目の動きは、1839年、ブラジルの歴史学者フランシスコ・アドルフォ・デ・ファルンハーゲン（後のポルト・セグーロ子爵）によってカブラルの墓所が再発見されたことに端を発する。完全に放置されていたカブラルの墓は、ブラジルとポルトガルの危機的な政治抗争に引きずり出されるようにして再び日の目を見たのである。当時ポルトガルを治めていたのは、ペドロ2世の姉にあたるマリア2世であった。
1871年、ブラジル皇帝はヨーロッパ歴訪の道中でカブラルの墓所を訪ね、科学的調査のための発掘を提案した。1882年、最初の調査が実施された。1896年の第2次調査では、土と遺骨の入った骨壺の持ち出しが許可された。最終的に遺体はポルトガルに残されたが、骨壺は1903年12月30日にブラジルのリオデジャネイロ旧大聖堂へ移送された。こうしてカブラルはブラジルの英雄となったのである。しかしながらポルトガル本国にあっては、カブラルの存在は相変わらず政敵ヴァスコ・ダ・ガマの影に隠れたままであった。歴史学者William Greenleeはカブラルの遠征の重要性について「地理史上の重要事件というだけでなく、経済の面でも歴史的影響を与えた」と論じ、「後世への影響がこれ以上大きい」探検航海事例は少ないにもかかわらず「同時代でこれほど称えられなかった事例も少ない」と評している。また歴史学者James McClymontは「もっと偉大であったり幸運だった人物がいるとはいえ、ポルトガルの探検・征服史においてカブラルの存在を無視することは出来ない」と論じ、カブラルは「ブラジルを最初に発見した人物ではないかもしれないが、ブラジル史を語るとき最初に必ず出てくる存在ではあろう」と結論づけている。
こういった再評価の流れを受け、ユーロ移行前の1998年にポルトガルで発行された最後の1000エスクード紙幣ではカブラルの肖像が使用されていた。また2000年にはブラジル到達500周年を記念して、ブラジルで10レアルのポリマー紙幣が発行された。

### 「意図的発見」という仮説

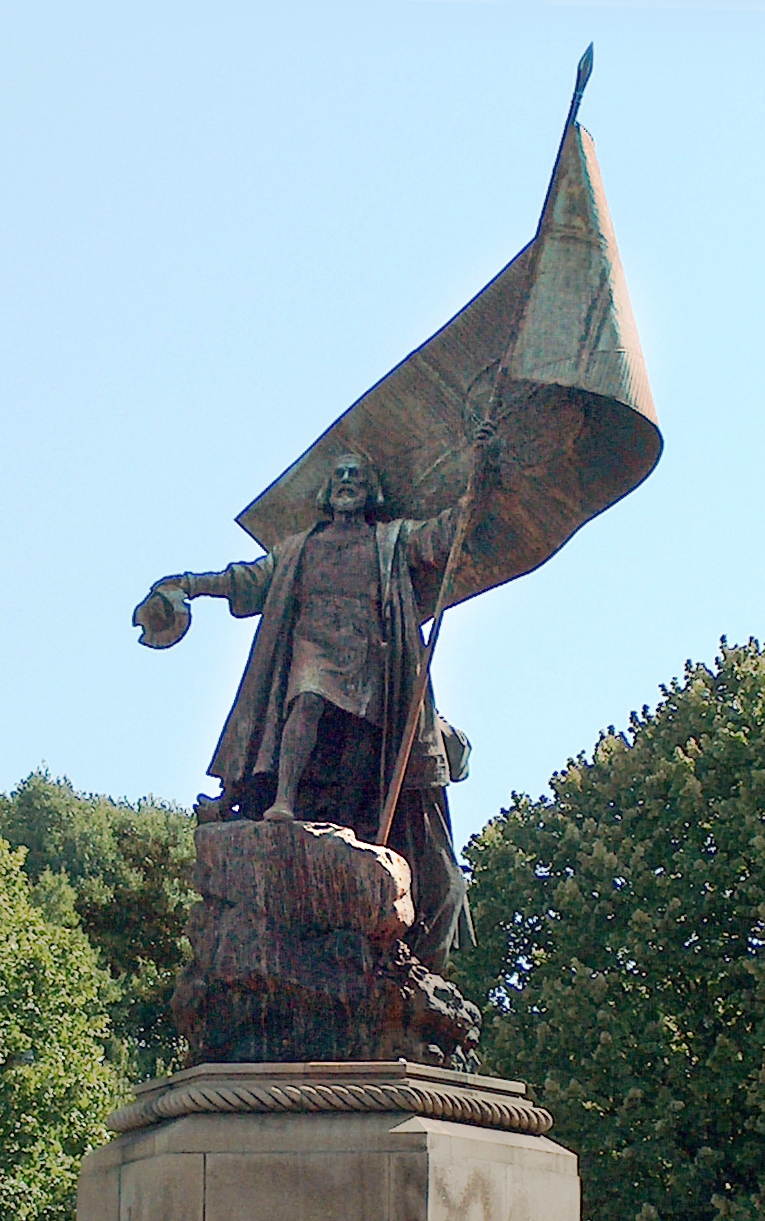
リスボンにあるカブラルの像

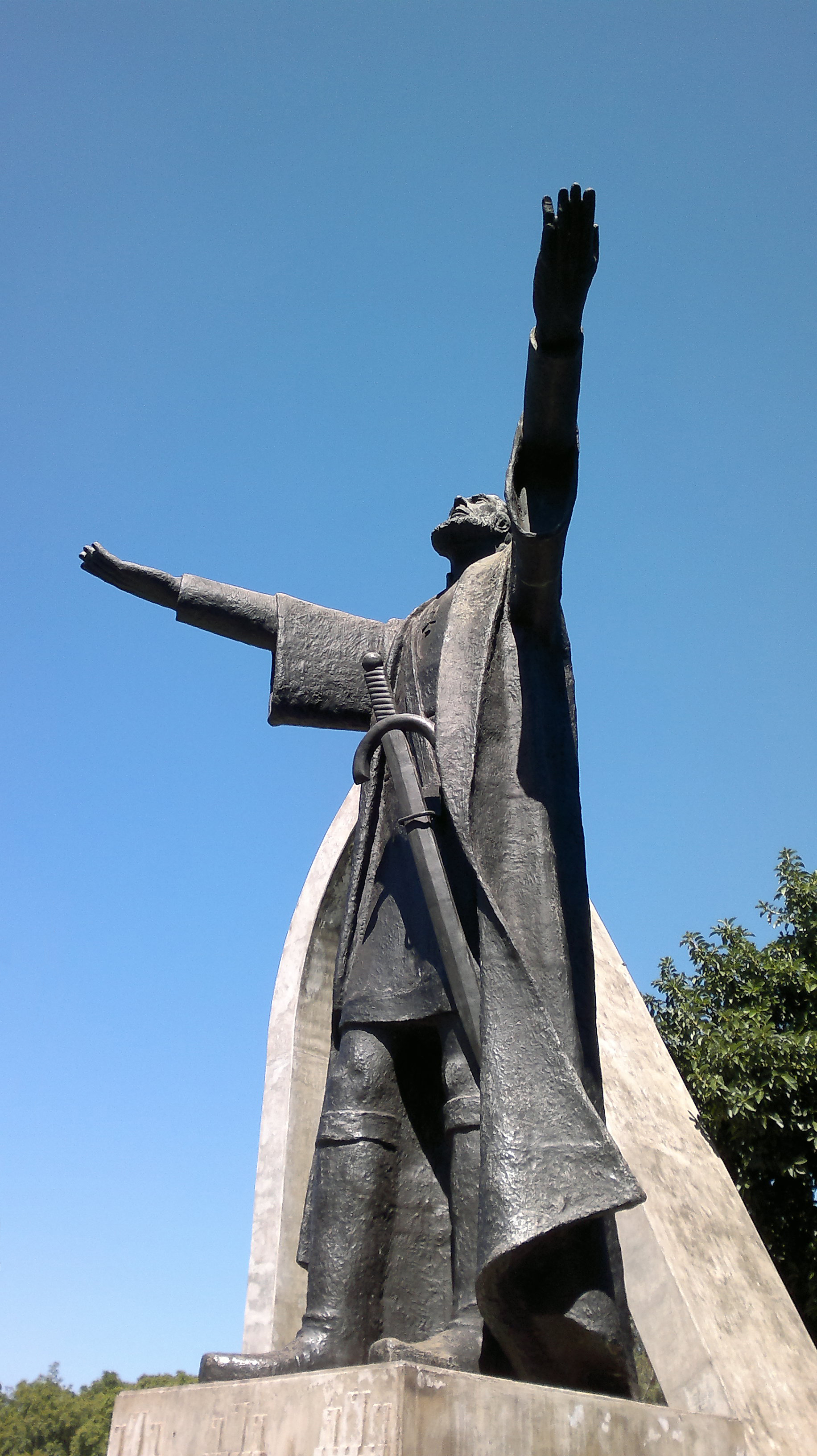
ブラジルにあるカブラルの記念碑

研究者達の間では、一世紀以上にもわたり「カブラルのブラジル発見は意図的なものか偶然の結果なのか」という論争が繰り広げられている。意図的であったとすれば、当時のポルトガルは南大西洋の西に陸地が存在するという何らかの手掛かりを持っていたはずである。1854年、ブラジル歴史地理院での討議会において初めてこの可能性を提唱したのはペドロ2世であった。
1854年のこの会合までは、ブラジル発見は偶然の産物であるという推定の方が広く受け入れられていた。初期の研究においてこの立場を取っている書としては、フェルナン・ロペス・デ・カスタニェーダのHistória do Descobrimento e Conquista da Índia(インド発見と征服の歴史)（1541年）、ジョアン・デ・バロスのDécadas da Ásia(アジア史)（1552年）、ダミアン・デ・ゴイスのCrônicas do Felicíssimo Rei D. Manuel(幸運王マヌエル伝)（1558年）、ガスパル・コレアのLendas da Índia(インド史)（1561年）、修道士ヴィセンテ・ド・サルヴァドールのHistória do Brasil(ブラジル史)(1627年)、セバスティアン・ダ・ロカ・ピタのHistória da América Portuguesa(ポルトガル領アメリカの歴史)（1730年）などがある。
意図的発見説を提唱する最初の研究書は、1854年、ペドロ2世の会合直後にJoaquim Noberto de Sousa e Silvaによるものが出版された。これに続いて、ファルンハーゲン、カピストラーノ・デ・アブレウ、ペドロ・カルモン、ファビオ・ラモス、マリオ・バラータら複数の学者がこの説を論じている。歴史学者Hélio Viannaはカブラルのブラジル発見について、南大西洋の向こうに陸地があるらしいという知識ないし予感を持っていたのではないかと思える部分はいくつかあるものの、はっきりそうと言い切れるだけの論拠はないとしている。トマス・スキッドモアもViannaの説を支持している。またC・R・ボクサーは、ブラジル発見が意図的であったかどうかという議論は「意味がないもの」と断じ、アンソニー・スミスはこの論争について「おそらく永遠に解決しないだろう」と結論づけている。

### 先駆者たち

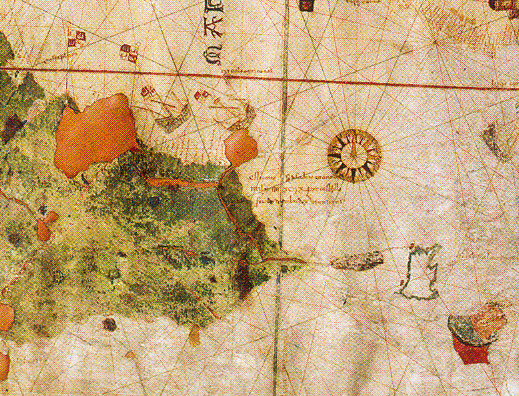
1500年に制作されたファン・デ・ラ・コーサの地図は、ビセンテ・ヤーニェス・ピンソンのブラジル北部探検を記録している。

今日ブラジルと呼ばれる地域に偶然辿り着いたヨーロッパ人としては、カブラルは最初の人物とは言い難い。南アメリカ全体で見た場合には尚更である。ブラジル北西に位置するベネズエラでは、古代に嵐で流されてきた船に由来すると推測される古代ローマのコインが見つかっている。ヴァイキングは北アメリカに到達しただけでなく入植まで成し遂げていたが、15世紀の終わりまでの何処かの時点でこれは終焉を迎えている。クリストファー・コロンブスは1498年に自身3度目となる新大陸遠征を行った際、現在のベネズエラに相当する地域を探索したと考えられる。
ブラジルについては、1498年にポルトガルの航海者ドゥアルテ・パチェコ・ペレイラがブラジル沿岸に至ったとされていた。しかしこの説は現在否定されており、ペレイラは北アメリカに到達したものと考えられている。比較的信憑性が高い記録としては、二人のスペイン人（ビセンテ・ヤーニェス・ピンソンとディエゴ・デ・レペ）による、1500年1月から3月にかけてのブラジル北岸探検がある。この時ピンソンは、現在のカーボ・デ・サント・アゴスチーニョ（ブラジル・ペルナンブーコ州）付近からアマゾン川河口付近にかけての地域を探索した。レペは別のスペイン探検隊を率いており、1500年3月にオヤポック川付近に至っている。彼らスペイン人探検家を差し置いてカブラルがブラジルの発見者と見なされているのは、ピンソンやレペの調査が簡略な内容に留まっており、その後への影響もほとんど無かったためである。アブレウやファルンハーゲン、マリオ・バラータ、Hélio Viannaといった歴史学者たちは、こういったスペインの探検家について、その後に誕生した国家——南アメリカにあって唯一ポルトガル語を母語とし（ブラジルポルトガル語）、飛び抜けて興味深い歴史・文化・社会構造を持つイスパノアメリカ諸国の中でも特別な存在——に何ら影響を及ぼしていないと結論づけている。

## 叙勲と栄典

### 爵位
- 1484年6月30日、Moço fidalgoの称号を与えられる。
- 1497年、Fidalgo do Conselhoの称号を与えられる。
- 1518年頃、宮廷騎士に任ぜられる。

### 栄典
- 1497年、キリスト騎士団への加入を認められる。